# خوسيه خيسوس رويز
خوسيه خيسوس رويز (بالإسبانية: José Jesús Ruíz)‏ هو لاعب كرة قدم مكسيكي في مركز الدفاع، ولد في 5 مارس 1992.